# Christian Buck
Christian Buck (* 1966 in Kiel) ist ein deutscher Diplomat. Er ist seit 2022 Leiter der Politischen Abteilung 3 im Auswärtigen Amt (Afrika, Lateinamerika, Nah- und Mittelost). Vorher war er von 2016 bis 2018 Botschafter Deutschlands in Libyen.

## Leben

### Ausbildung
Buck studierte von 1989 bis 2007 Wirtschaftswissenschaften an der Universität Basel in der Schweiz, Englisch an der Columbia University in New York, Internationale Beziehungen an der International University of Japan in Niigata und Internationale Politik an der Humboldt-Universität zu Berlin. Er war von 1984 bis 1986 Soldat auf Zeit und ist Oberstleutnant der Reserve und machte anschließend von 1987 bis 1989 eine Ausbildung zum Zeitungsredakteur. Von 1997 bis 1999 absolvierte er die Attachéausbildung im Auswärtigen Amt.
Im Jahr 2007 wurde er mit einer Dissertation zum Thema Die Interaktion von Regierung und Medien bei Geiselnahmen, untersucht am Beispiel der Entführung der Familie Wallert auf die Insel Jolo an der Humboldt-Universität Berlin promoviert.

### Laufbahn
Christian Buck war von 1999 bis 2002 zunächst als Referent im Pressereferat im Auswärtigen Amt tätig und von 2002 bis 2005 ziviler Leiter des ISAF PRT Kundus. 2007 war er Vorsitzender der EU-Ratsarbeitsgruppen Nah-/Mittelost. Anschließend arbeitete er von 2007 bis 2008 als Stellvertreter im Politischen und Sicherheitspolitischen Komitee bei der Ständigen Vertretung bei der EU in Brüssel. Von 2008 bis 2010 war er Ständiger Vertreter an der Botschaft Kabul in Afghanistan und von 2010 bis 2012 stellvertretender Leiter des Arbeitsstabs Afghanistan-Pakistan. Im Jahr 2012 übernahm er die Leitung des Arbeitsstabes Transformationspartnerschaften und leitete von 2012 bis 2013 das Strategiereferat 300 (Schwellenländer Brasilien, Russland, Indien, China und Südafrika) sowie von 2013 bis 2016 das Krisenreaktionszentrum.
Buck war von 2016 bis 2018 Botschafter Deutschlands in Libyen und von 2018 bis 2022 Beauftragter für Nah- und Mittelost und Nordafrika sowie von 2021 bis 2022 Krisenbeauftragter.
Im Juli 2022 wurde er als Botschafter der Sonderbeauftragte des Auswärtigen Amtes für Libyen sowie Leiter der Politischen Abteilung 3 im Auswärtigen Amt (Afrika, Lateinamerika, Nah- und Mittelost). Das Amt des Sonderbeauftragten des Auswärtigen Amtes für Libyen wurde im Mai 2025 abgeschafft.